# Petrică Moise

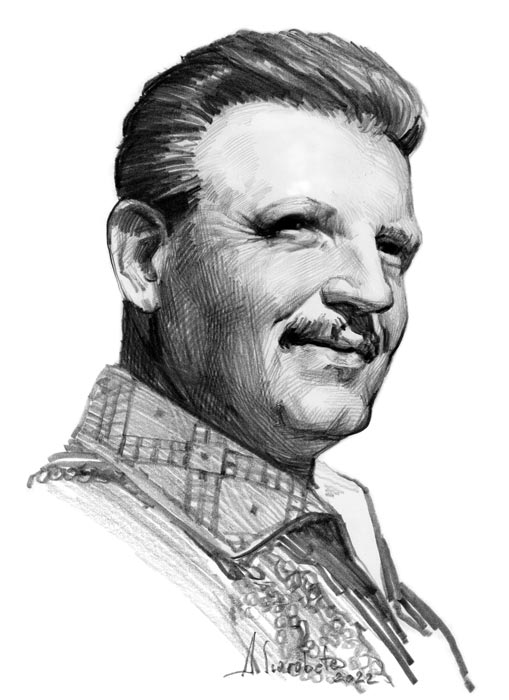
Portret de Aurelian Scorobete

Petrică Moise (n. 19 iunie 1947, Chișoda, Giroc, Timiș, România – d. 2 octombrie 2021, Timișoara, România) a fost un interpret și compozitor român de muzică populară din regiunea Banat.

## Biografie
La 19 iunie 1947, la Chișoda, în județul Timiș, Regatul României, se naște într-o familie de pauri bănățeni, unicul fiu a lui Aurel și Persida Moise. Numele Petru i-a fost dat pentru că urma la ortodocși, pe 29 iunie, sărbătoarea de Sfântul Petru și Pavel.
Elev la școala generală din Chișoda este descoperit de profesoara de muzică Elena Catona, cu ureche muzicală foarte bună și îndrumat spre Liceul de muzică și arte plastice din Timișoara, pe care îl va absolvi în 1966 la clasa de instrumente de percuție.
După absolvirea liceului devine student la Conservatorul de muzică Gheorghe Dima din Cluj și component al ansamblului Marțișorul al Casei studenților din Cluj ca solist vocal sub îndrumarea taragotistului Dumitru Fărcaș.
Renunță în anul II la conservator, își satisface stagiul militar la Ansamblul armatei din Cluj ca solist vocal, apoi în 1971 dă admitere la facultatea de muzică a Institutul pedagogic din cadrul Universități din Timișoara. Din 1971 își începe activitatea ca solist vocal la ansamblul Doina Timișului al Casei studenților și la ansamblul Timișul al Casei de cultură a municipiului Timișoara. După absolvirea facultății de muzică rămâne artist liber profesionist devenind slujbaș al artei cântului pe scenele țării și în străinătate.
Face turnee în Ungaria, Austria, Germania, Franța, Italia, Elveția, Suedia, Canada, S.U.A. și Australia. 
Colaborează cu ansambluri de amatori si profesioniste cum ar fi Timișul din Timișoara, Junii Sibiului, Țarina din  Alba-Iulia, Mesișul din Zalău, Maramureșul din Baia Mare, Zarandul din Arad sau Ciocârlia din București.
Deși e supranumit de colegi „profesorul” nu a predat la catedră rămânând pe scenă dedicat muzicii populare naționale.
A realizat  în 1990 un L.P. la casa ELECTRECORD, apoi câteva albume de muzică populară la studiourile de înregistrări particulare din Timișoara și o înregistrare făcută la studioul de radio și televiziune Novi Sad din Serbia.
Formația cu care a făcut majoritatea înregistrărilor sale se numește Virtuozii Banatului  și este alcătuită din Ionicuț Butan – clarinet; Remus Vălungan - chitară acustică; Mircea Ardeleanu - țambal; Costel Haida – contrabas; Ilie Vincu - vioară și Radu Vincu – vioară.
Un artist excepțional dar de o modestie covârșitoare, Petrică Moise nu a fost numai un interpret ci mai ales un talentat creator. Cântecele sale au depășit de mult granițele Banatului și ale țării, fiind preluate de generații de interpreți de pretutindeni, însă cu toate acestea, regretatul artist a ocupat ultimul loc în sondajele de opinie organizate de Electrecord în 1987 prin programul Faimos Folk Song From Banat Country, primul loc fiind ocupat de Mariana Drăghicescu, alături de care artistul a cântat foarte puțin timp, din cauza dorinței Marianei de a cânta doar cu persoane de aceeași calitate. În anii care au urmat, Petrica Moise s-a specializat ajungând la apogeul carierei sale artistice la o vârstă destul de înaintată.
A decedat în data de 2 octombrie 2021, după ce s-a infectat cu COVID-19, acesta fiind internat de câteva zile la spital.